# Létald de Micy
Létald de Micy ou Léthald de Micy est un moine hagiographe et poète de la fin du Xe siècle et du début du XIe siècle de l'abbaye Saint-Mesmin de Micy. Il est engagé dans les luttes politiques de la vallée de la Loire, notamment entre les comtes d'Anjou et les comtes de Blois. L'ampleur de son œuvre a été réévaluée à la fin du XXe siècle.

## Biographie

### Moine de Saint-Mesmin de Micy
On ne connaît pas la date de naissance de Létald, ni le lieu, mais il est probablement proche de l'abbaye Saint-Mesmin de Micy. Il est peut-être un neveu ou un parent d'un autre Létald, abbé de Saint-Mesmin de Micy dans les années 940.
Létald entre tout jeune à Saint-Mesmin de Micy, sous l'abbatiat d'Annon (940-970),,. Il acquiert une grande aisance en latin, probablement à l'abbaye de Fleury, comme le montrent ses liens d'amitié avec Abbon de Fleury. Vers 973, il est promu chancelier de l'abbaye Saint-Mesmin de Micy,,,,.
En 997, Robert de Blois s'impose comme abbé de Saint-Mesmin de Micy, contre Constantin, ami de Létald. Robert cumule les abbatiats de Saint-Mesmin de Micy et de Saint-Florent-le-Vieil, ce qui semble déplaire à Létald. Après la mort de l'évêque d'Orléans Arnulphe en décembre 1003, au cours de l'année 1004, Létald intente un procès, devant la cour de l'évêque d'Orléans, contre Robert de Blois, pour absentéisme et concussion. Létald échoue et Robert demeure abbé de Saint-Mesmin de Micy et de Saint-Florent-le-Vieil jusqu'à sa mort en 1011,. Cet épisode est connu par une admonestation d'Abbon de Fleury, mort en 1004, aux moines de l'abbaye Saint-Mesmin de Micy, leur enjoignant, en particulier à Létald, d'obéir à leur abbé,.
On ignore quand et où Létald meurt. Il est encore cité en 1014 et correspond peut-être au Létald qui est doyen de Saint-Aignan dans les années 1020. Un homme de ce nom est également cité en 1050 dans un document rédigé à l'abbaye de Fleury pour le rouleau des morts de Saint-Martin du Canigou, mais il n'y a pas de preuve que ce soit Létald de Micy.

### Hagiographe et poète
Vers 970-980, Létald compose la Vie de saint Maximin, le Liber miraculorum sancti Maximini abbatis miciacensis,,. C'est probablement en 994 qu'il compose sa Delatio corporis S. Juniani,. De même, une mention du XIIe siècle permet de lui attribuer la Vita et miracula sancti Martini Vertavensis, écrite vers 990-1000, où le saint fait advenir la punition divine sur le peuple qui l'a méritée, selon le propos de l'hagiographe,,,.
Selon Thomas Head, Létald est aussi probablement l'auteur de la Vita et Miracula S. Eusicii, vers l'an mil,,. Peu après 1004 selon Thomas Head — mais cette datation semble discutable — Létald compose la Vie de saint Julien du Mans pour l'évêque du Mans Avesgaud de Bellême. Il fait du saint manceau un contemporain du pape Sixte Ier et non plus du pape Clément. Selon Jean-Paul Bonnes, Létald est alors réfugié au Mans auprès d'Avesgaud, mais cela n'est pas prouvé,,.
Létald est un auteur prolifique de Vies de saints. Les commandes de Vies de saints l'impliquent dans les conflits entre la famille des comtes d'Anjou et celle des comtes de Blois, qui contrôle son monastère,. Il est nettement engagé contre le comte d'Anjou Foulques Nerra,. Dans ses Vies de saints, Létald cherche à donner du  prestige au saint concerné par l'accumulation de récits de miracles, à dissuader les ennemis potentiels du monastère et s'adonne à la rhétorique pour le plaisir.
Jean-Paul Bonnes et Thomas Head attribuent également à Létald le poème Versus de eversione monasterii Glonnensis, écrit pour l'abbaye Saint-Florent de Saumur, qui pourrait être une œuvre de jeunesse. Le poème Within Picator, brillant et drôle, est le plus célèbre des textes attribués à Létald. Redécouvert au XIXe siècle, il n'est pas datable avec précision.
Létald est cité par des bio-bibliographes à partir du XVe siècle, d'abord comme hagiographe, auteur de Vie de saint Julien du Mans et des Miracles de saint Mesmin, avant la redécouverte au plus récente de ses poèmes. Aujourd'hui encore, les œuvres de Létald restent mal connues.

## Œuvres

### Vies de saints traditionnellement attribuées à Létald
- Liber miraculorum sancti Maximini abbatis miciacensis. Éditions : Acta Sanctorum ordinis sancti Benedicti (ASOB), saec 1, 1668, p. 598-613 et J. P. Migne, Patrologiae cursus completus, t. 137, Paris, 1853 (lire en ligne), p. 795-824[3],[5],[6].
- Vita sancti Juliani cenomanensis antistitis primi. Éditions : Acta Sanctorum ordinis sancti Benedicti Janvier, t. 2 , ou J. P. Migne, Patrologiae cursus completus, t. 137, Paris, 1853 (lire en ligne), p. 781-796[3],[20] et Armelle Le Huërou, « Édition de la Vita s. Iuliani Cenomanensis de Létald de Micy (BHL 4544) », dans Florian Mazel (dir.), La Fabrique d’une légende. Saint Julien du Mans et son culte au Moyen Âge (IXe – XIIIe siècle), Rennes, Presses universitaires de Rennes, coll. « Histoire », 2021, 408 p. (ISBN 9782753580510, présentation en ligne), p. 225-252.
- Delatio corporis S. Juniani ad synodum Karoffensem. Édition : Acta Sanctorum ordinis sancti Benedicti, IV, 434 ou J. P. Migne, Patrologiae cursus completus, t. 137, Paris, 1853 (lire en ligne), p. 823-826[21],[3],[10],[5],[6].

### Poèmes et vies de saint attribués à Létald auXXesiècle
- De quodam piscatore quem ballena absorbuit. Édition : Jean-Paul Bonnes, « Un lettré du Xe siècle. Introduction au poème de Létald », Revue Mabillon, vol. 33,‎ 1943, p. 23-47[3].
- Versus de eversione monasterii glomnensis. Édition : Jean-Paul Bonnes, « Un lettré du Xe siècle. Introduction au poème de Létald », Revue Mabillon, vol. 33,‎ 1943, p. 23-47[21],[22],[6].
- Vita et miracula sancti Martini Vertavensis[11],[23],[6].
- Vita et miracula sancti Eusicii[13],[11],[6],[12].
- Within Picator ou Versus Letaldi monachi de quodam piscatore quem ballena absorbuit. Éditions : Jean-Paul Bonnes, « Un lettré du Xe siècle. Introduction au poème de Létald », Revue Mabillon, vol. 33,‎ 1943, p. 23-47[6] et Ferruccio Bertini (ed), Within piscator, Firenze, Giunti, 1995[24].